# Saab 17
Сааб 17 (швед. Saab 17) — шведський легкий бомбардувальник і розвідувальний літак. Розроблений компанією ASJA у 1937 році для заміни літака-розвідника S 6 і легкого бомбардувальника B 5 у Повітряних силах Швеції. Літак був прийнятий на озброєння Повітряних сил Швеції в 1942 році, а також він постачався на експорт в Австрію, Фінляндію та Ефіопію.

## Історія створення
Розробка нового легкого бомбардувальника для потреб повітряних сил Швеції почалась в 1937 році в компанії ASJA, яка в 1939 році була поглинута концерном SAAB. Хоча дизайн нового літака розроблявся в Швеції, багато рішень було запозичено в американського Douglas DB-8A, який в цей час розглядався для придбання. Початковий проект з фірмовим позначенням L10 був суцільнометалевим низькопланом з складним шасі. Пізніше до вимог добавилась можливість бомбометання з піке, через що довелось посилити конструкцію.
Перший прототип піднявся в повітря з британським двигуном Bristol Mercury XII потужністю 880 к. с., що виготовлявся за ліцензією в Швеції компанією SAAB для ліцензійного бомбардувальника B 3. Серійна модифікація повинна була мати американський двигун Pratt & Whitney R-1830 Twin Wasp, але, у зв'язку з початком Другої світової війни, ліцензію на його виготовлення придбати не вдалося. Згодом шведська компанія SFA (Svenska Flygmotor AB) виготовила його копію під позначенням STWC-3. З 1941 по 1944 рік було виготовлено 323 серійні літаки всіх модифікацій.

## Модифікації

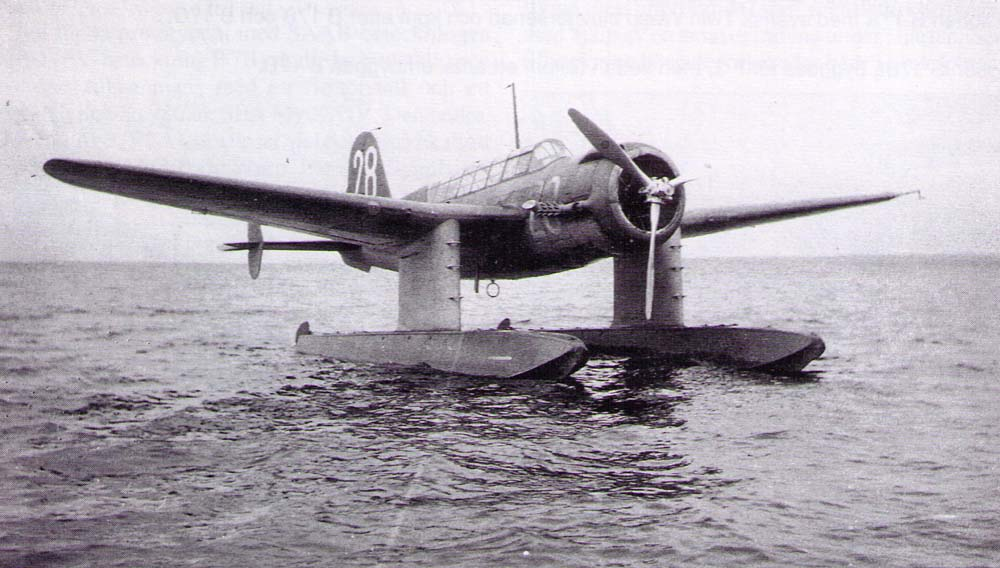
Saab S 17BS

Saab 17 виготовлявся в трьох основних модифікаціях — A, B, C і в двох основних версіях — бомбардувальник і розвідник. Основними відмінностями між модифікаціями було встановлення різних моделей двигунів. Бомбардувальна версія Saab 17 мала індекс B (швед. Bomb — бомбардувальник), а розвідувальна — S (швед. Spaning — розвідник).

#### B 17A
На літаках цієї модифікації встановлювався двигун STWC-3 потужністю 1067 к.с., що був шведської копією американського двигуна Pratt & Whitney R-1830 Twin Wasp. До 1944 року було виготовлено 132 літаків цієї модифікації. Літаки використовувалися в бомбардувальних частинах ПС Швеції до 1948 року, після чого були переобладнані в буксирувальники мішеней. Останні літаки цієї модифікації були зняті з озброєння ВПС Швеції у 1955 році.

#### B 17B
Хронологічно перша і найбільш чисельна модифікація Saab 17. На літак встановлювалися британські двигуни Bristol Mercury XXIV потужністю 980 к.с., які за ліцензією вироблялися в Швеції компанією NOHAB для ліцензійного виробництва бомбардувальника B 3 (Junkers 86).
Бомбардувальники
- B 17B I — пікіруючий бомбардувальник, оснащений пристроєм для відведення 500 кг бомби від площини обертання повітряного гвинта. Також міг нести бомби на зовнішніх вузлах підвіски під крилом.[1]
- B 17B II — Легкий бомбардувальник, оснащений бомболюком і зовнішніми вузлами підвіски під крилами.[1]

Розвідники
- S 17BL — Літак-розвідник (швед. Land — наземний). Відрізнявся установкою фотообладнання. Всього було виготовлено 65 літаків, з яких 44 були переобладнаними бомбардувальниками. Використовувався до 1949 року.[1]
- S 17BS — Поплавковий розвідувальний гідролітак (швед. Sjö — озерний). Мав два великих поплавка на аеродинамічних стійках і додаткові вертикальні площини на стабілізаторах. Всього було виготовлено 56 літаків, з яких 18 були переобладнаними S 17BL. Використовувався до 1949 року. Кілька літаків були продані цивільним користувачам.[1]

#### B 17C
Варіант літака з італійським двигуном Piaggio P XI bis RC 40D потужністю 1040 к.с. Двигуни цієї марки, а також пропелери до них, були придбані в зв'язку з закупівлею для ПС Швеції партії італійських винищувачів Reggiane Re.2000. Мав таке ж озброєння як B 17B II. У 1942—1943 роках було вироблено 77 літаків. Через проблеми з постачанням запасних частин для двигунів все літаки модифікації B 17C були списані в 1947—1948 роках.

## Оператори
Австрія
- Повітряні сили Австрії — У 1957 році один літак B 17A був експортований в Австрію. Літак використовувався в якості буксирувальника мішеней.[1]

 Ефіопія
- Повітряні сили Ефіопії — Протягом 1947-1953 років 46 B 17A були експортовані в Ефіопію.[1]

 Фінляндія
- Повітряні сили Фінляндії — У 1960 році два літаки B 17A були експортовані до Фінляндії, де вони використовувалися в якості буксирувальників мішеней.[1]

 Швеція
- Повітряні сили Швеції — З 1942 по 1955 роки ПС Швеції використовували Saab 17 модифікацій B 17A, B 17B I, B 17B II, B 17C, S 17BL і S 17BS.[1]

### Данська бригада

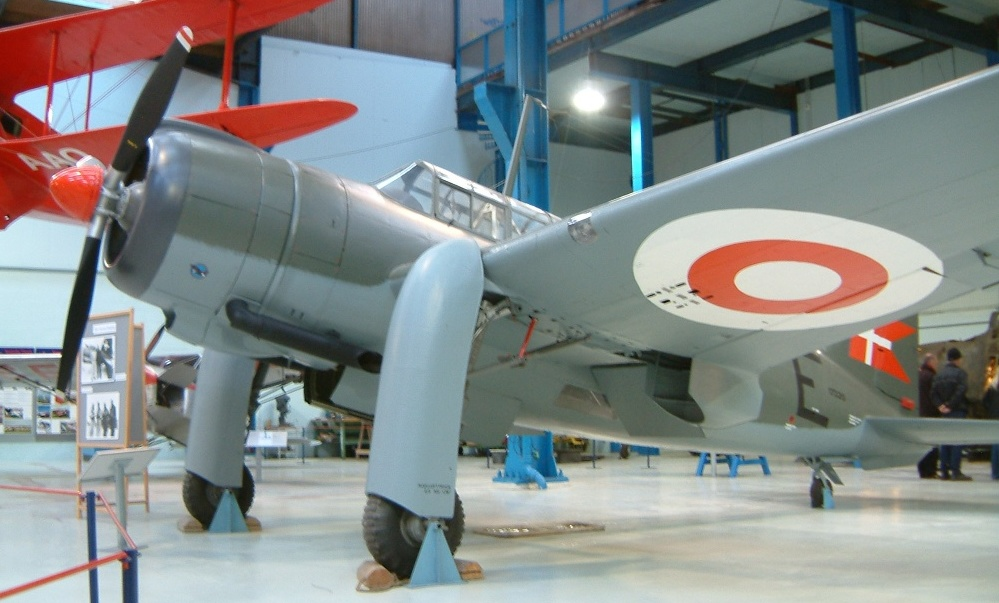
Saab B 17C з розпізнавальними знаками Данської бригади

Сформована у квітні 1943 року в Швеції Данська бригада мала у своєму розпорядженні власне авіакрило, що налічувало 15 пілотів, яким було дозволено проходити підготовку і навчання у ПС Швеції. У 1945 році 15 літаків Saab B 17C були позичені Данській бригаді. 4 травня 1945 року на літаки були нанесені розпізнавальні знаки ПС Данії, літаки були навантажені і готові до вильоту наступного дня, але дозволу на виліт не надійшло.
Літаки були запропоновані данському уряду, проте вже через 7 днів після припинення вогню в Європі пілотам і механікам Данської бригади було наказано слідувати в Данію на потягах, а данський уряд заявив про небажання купувати ці літаки.

## Тактико-технічні характеристики
|                         | B 17A                   | B 17B                   | S 17BS                  | B 17C                   |                         |                         |                         |
| Технічні характеристики | Технічні характеристики | Технічні характеристики | Технічні характеристики | Технічні характеристики | Технічні характеристики | Технічні характеристики | Технічні характеристики |
| ----------------------- | ----------------------- | ----------------------- | ----------------------- | ----------------------- | ----------------------- | ----------------------- | ----------------------- |
| Екіпаж                  | 2 людини                | 2 людини                | 2 людини                | 2 людини                |                         |                         |                         |
| Розмах крила            | 13,7 м                  | 13,7 м                  | 13,7 м                  | 13,7 м                  |                         |                         |                         |
| Довжина                 | 9,8 м                   | 9,8 м                   | 10,0 м                  | 10,0 м                  |                         |                         |                         |
| Висота                  | 4,0 м                   | 4,0 м                   | 4,8 м                   | 4,15 м                  |                         |                         |                         |
| Площа крила             | 28,5 м²                 | 28,5 м²                 | 28,5 м²                 | 28,5 м²                 |                         |                         |                         |
| Маса порожнього         | 2600 кг                 | 2635 кг                 | 2700 кг                 | 2680 кг                 |                         |                         |                         |
| Злітна маса             | 3790 кг                 | 3605 кг                 | 3825 кг                 | 3870 кг                 |                         |                         |                         |
| Звичайне навантаження   | 450 кг                  | 450 кг                  | 450 кг                  | 450 кг                  |                         |                         |                         |
| Льотні характеристики   |                         |                         |                         |                         |                         |                         |                         |
| Максимальна швидкість   | 435 км/год              | 395 км/год              | 330 км/год              | 435 км/год              |                         |                         |                         |
| Крейсерська швидкість   | 390 км/год              | 375 км/год              | 315 км/год              | 370 км/год              |                         |                         |                         |
| Дальність польоту       | 1800 км                 | 1400 км                 | 2000 км                 | 1700 км                 |                         |                         |                         |
| Практична стеля         | 8700 м                  | 8000 м                  | 6800 м                  | 9800 м                  |                         |                         |                         |
| Озброєння               |                         |                         |                         |                         |                         |                         |                         |
| Кулемети                | 3 х 8 мм                | 3 х 8 мм                | 3 х 8 мм                | 3 х 8 мм                |                         |                         |                         |
| Бомбове навантаження    | 500 кг                  | 700 кг                  | немає                   | 700 кг                  |                         |                         |                         |